# ヘレ・トーニング＝シュミット
ヘレ・トーニング＝シュミット（デンマーク語: Helle Thorning-Schmidt [ˈhɛlə ˈtˢoɐ̯neŋ ˈsmed̥]、1966年12月14日 - ）は、デンマークの元政治家。デンマーク社会民主党党首や首相を歴任した。デンマーク史上初の女性首相である。2020年、Facebook監督委員会の共同議長に選任された。

## 経歴
コペンハーゲン大学で数学と国民経済を教えていたホルガー・トーニング＝シュミットとその妻グレーデの子として、ロドオヴァ（Rødovre）に生まれた。ともに保守派だった両親は彼女が10歳のときに離婚。コペンハーゲン郊外のイスホイ（Ishøj）に引越し、1985年に当地のギムナジウム（高校）を卒業した。
1994年にコペンハーゲン大学を卒業するとともに政治学の学位を取得。これに先立つ1992年から翌年には欧州大学院大学（カレッジ・オブ・ヨーロッパ）にカール4世奨励金制度（1992年度）で在籍し、政治と行政を専攻してヨーロッパ学の博士号を修めた。デンマーク語に加えて英語とフランス語にも堪能なため、難関を突破して外務省に入省した。
1996年にスティーブン・キノックと結婚。舅は元イギリス労働党党首のニール・キノックで、姑は同国の欧州相を務めたキノック・オブ・ホーリーヘッド男爵夫人グレニス・キノックである。夫妻はヨハナとカミラの2女をもうけ、コペンハーゲン在住だが夫のスティーブンは世界経済フォーラムの幹事であるため、スイスのダボスに単身赴任している。
社会民主党には欧州大学院大学在学中の1993年に入党した。その翌年には欧州議会の同党事務局長に抜擢され、1997年まで勤めた。それから欧州議会議員に選出される1999年まで、デンマーク労組組合で国際コンサルタントをしていた。

### 政歴
1999年、彼女は欧州社会党から欧州議会議員になった。2004年の任期満了まで議会の雇用・社会委と憲法委に所属し、「議会改革キャンペーン」(CPR)の発起人の一人になった。
2005年の国会（フォルケティング）議員選で、社民党は5議席を失った。前回（2001年）の失地回復はならず、党首で元財務相のモーゲンス・リッケトフトは選挙当日の夜に自身の引責辞任を発表。代表選について「決めたからには次期総選挙まで党を引っ張っていってもらいたい」と注文をつけた。この選挙で国会議員に初当選したトーニング＝シュミットは穏健派として選挙運動を展開し、4月12日に対抗馬のフランク・イェンセンを破って党首に選ばれた。
2007年の総選挙ではリスボン条約批准の国民投票実施に反対し、政治亡命者や難民の受け入れ制限緩和を訴えた。アナス・フォー・ラスムセン首相の推し進める減税政策も、福祉のため逆に歳入を増やすべきであると批判。政策綱領では格差社会の是正を掲げ、地球温暖化対策で2025年までに電力の45%を再生可能エネルギーで賄うとした。結果として党は改選前の2議席を失い、3期目の野党暮らしに突入したが、党内から彼女の責任論は出なかった。
2008年6月にギャラップが行った世論調査で、野党の中道左派の支持率は49.8%で中道右派の49.6%をわずかながら上回った。これを元にした選挙予測では、中道左派勢力は過半数にあと2議席の88議席を獲得できることになる（フェロー諸島とグリーンランドを除く）。2009年末ごろに野党の支持率が与党のそれを追い抜き、2011年1月にはラース・ロッケ・ラスムセン率いる与党と野党の支持率が5から7ポイント、社民党とヴェンスタの支持率は7から10ポイントも開き、次期総選挙で社民党が第一党に躍進することが確実視された。
前回の総選挙から、トーニング＝シュミットは中道左派政権の発足に尽力してきた。具体的にはラディケーリと社会主義人民党との三党連立に、赤緑連合の閣外協力を加える。ラディケーリのヴィリー・ソウンダル党首と社会主義人民党のマルグレーテ・ヴェスタエア党首からは選挙後の支援の言質を取り付けた。
2011年の総選挙で、彼女は国会議員に再選された。社民党の第一党復帰はならず、逆に議席をひとつ減らしたものの野党の中道左派連合の議席数は与党の中道右派連合のそれを上回った。ラース・ロッケ・ラスムセン首相は9月16日にマルグレーテ2世に辞表を提出。野党間での交渉の末、10月3日にトーニング＝シュミットが女王から首相に認証された。女性としては初の首相。
2014年3月に訪日。
2015年6月の総選挙で、社民党は第一党に復帰したが、中道左派連合全体では議席を減らし、中道右派連合が過半数を獲得したため敗北。18日夜に敗北宣言と同時に社民党党首の辞任を表明。翌19日に女王に首相辞職を報告した。
2016年4月をもって政界を引退し、NGO団体セーブ・ザ・チルドレンの事務局長に就任。2019年6月まで在任した。
2020年、Facebook監督委員会の共同議長に選任される。
- 北欧理事会の会合に出席（2012年10月29日）
- 左からエストニアのアンドルス・アンシプ首相、トーニング＝シュミット、ドイツのアンゲラ・メルケル首相、オランダのマルク・ルッテ首相（2012年2月13日）
- 左からアンドルス・アンシプ首相、トーニング＝シュミット、イギリスのニック・ボールズ下院議員（2013年2月28日）
- 左からラトビアのライムドータ・ストラウユマ首相、エストニアのアン・スリング貿易企業大臣、ノルウェーのエルナ・ソルベルグ首相、スウェーデンのステファン・ロベーン首相、トーニング＝シュミット、フィンランドのアレクサンデル・ストゥブ首相（2014年10月27日）

## 論争
夫のスティーブン・キノックにはデンマーク国税庁 (SKAT) と警察から脱税容疑がかけられたことがある。本人はデンマークには住んでないので税を納める義務はないと主張したが、トーニング＝シュミットは「金曜日から月曜日までの週末、国内に滞在している」ことを明らかにした。この食い違いについて彼女は「重大かつ初歩的なミス」だとし、未払い分を納めた。これにより、2010年9月16日に夫妻の容疑は晴れた。
この件について、2011年9月にタブロイド紙の『B.T』がスクープした。それによると脱税容疑は当局のミスで、2006年から2008年分についてはすでにSKATから還付されたとのこと。2000年から2005年分は時効のため、本人も還付を求めるつもりはないという。